# Atesta tropicalis
Atesta tropicalis là một loài bọ cánh cứng trong họ Cerambycidae.